# Marsilea polycarpa
Marsilea polycarpa är en klöverbräkenväxtart som beskrevs av William Jackson Hooker och Grev. Marsilea polycarpa ingår i släktet Marsilea och familjen Marsileaceae. Inga underarter finns listade.